# Mens (revue)
Pour les articles homonymes, voir Mens (homonymie).
Fondée en 2000, Mens est une revue semestrielle consacrée à l'histoire des idées et à l'histoire culturelle au Québec, au Canada français et en Amérique française. Elle est publiée en association avec le Centre de recherche en civilisation canadienne-française de l'Université d'Ottawa par un comité éditorial composé d'historiens de la littérature et des idées qui œuvrent dans le milieu de l'enseignement et de la recherche. 

## Fonctionnement et contenu deMens
S'appuyant sur des évaluateurs externes, la revue publie des articles originaux traitant soit des intellectuels, des idées et des institutions de l’Amérique française, soit des points de vue d’observateurs étrangers sur le sujet. 
On y trouve également des études comparatives qui confrontent l’expérience intellectuelle française en Amérique du Nord à celle d’autres nations ainsi que des articles abordant l’historiographie et l’épistémologie de l’histoire. Chaque numéro comporte une section consacrée aux comptes rendus et aux notes critiques. La revue publie aussi des bibliographies sur l'histoire des idées et de la culture. 
Tous les numéros antérieurs de Mens, exception faite de ceux publiés au cours des deux dernières années, sont disponibles en version numérique intégrale sur le site de la revue.

## Orientation de la revue
En raison de l'importance qu'elle accorde aux phénomènes intellectuels, culturels et religieux, et de l'intérêt qu'elle porte au Canada français en tant que réalité historique, Mens est généralement associée à la nouvelle sensibilité historique qui a émergé depuis la fin des années 1990 au Québec.